# Bijbels dagboek
Een Bijbels dagboek is een verzameling Bijbelstudies, die ook wel (Bijbel)meditaties of (Bijbel)overdenkingen heten. Meestal staat er op elke pagina één zo'n Bijbelstudie. Veel Bijbelse dagboeken zijn geordend rond een thema of een Bijbelboek. Ook tellen ze vaak 365 of 366 Bijbelstudies, voor elke dag van het jaar één; in dat geval wordt er meestal iedere maand een ander Bijbelboek of thema behandeld. 
Traditioneel wordt na het avondeten (in gezinsverband) uit een Bijbels dagboek voorgelezen. Ook 's ochtends vroeg voor het werk of 's avonds laat voor het slapen komt veel voor. In dat geval vaak in afzondering. Dit wordt ook wel "stille tijd" genoemd, een vooral evangelische benaming voor meditatie. 
Er zijn speciale subgenres voor doelgroepen als kinderen, tieners, senioren, vrijgezellen, leiders, mannen en vrouwen. Ook bestaan er e-mailnieuwsbrieven die dagelijks een Bijbelstudie versturen, internetsites die een wisselende Bijbelstudie tonen, twitter-accounts die regelmatig een korte meditatieve gedachte communiceren en Apps met dezelfde functie. Tevens zijn er scheurkalenders.
Veelgelezen auteurs van Bijbelse dagboeken zijn vaak protestantse predikanten, zoals Okke Jager en André Troost.

## Bekende Bijbelse dagboeken
- Goede moed (jaarlijks nieuwe editie, geschreven door verschillende christelijk-gereformeerde predikanten)
- Bijbels dagboek: kracht voor elke dag (jaarlijks nieuws editie, geschreven door verschillende vrijgemaakt-geformeerde predikanten)
- Okke Jager, Daglicht, 1967
- Okke Jager, Verademing, 1986